# Olympische Sommerspiele 2008/Schwimmen – 100 m Schmetterling (Männer)
Der Wettbewerb über 100 Meter Schmetterling der Männer bei den Olympischen Spielen 2008 in Peking wurde vom 14. bis 16. August 2008 im Nationalen Schwimmzentrum Peking ausgetragen. 66 Athleten nahmen daran teil. 
Es fanden neun Vorläufe statt. Die 16 schnellsten Schwimmer aller Vorläufe qualifizierten sich für die zwei Halbfinals, die am nächsten Tag ausgetragen wurden. Für das Finale qualifizierten sich die acht zeitschnellsten Schwimmer beider Halbfinals.

## Rekorde
Vor Beginn der Olympischen Spiele waren folgende Rekorde gültig:
| Weltrekord         | Ian Crocker ( Vereinigte Staaten)    | 50,40 s | Montreal, Kanada    | 30. Juli 2005   |
| Olympischer Rekord | Michael Phelps ( Vereinigte Staaten) | 51,25 s | Athen, Griechenland | 16. August 2004 |

Während der Olympischen Spiele wurde folgender Rekord gebrochen:
| Olympischer Rekord | Michael Phelps | 50,58 s | Peking, Volksrepublik China | 16. August 2008 |

## Titelträger
| Olympiasieger | Michael Phelps ( Vereinigte Staaten) | 51,25 s | Athen 2004     |
| Weltmeister   | Michael Phelps ( Vereinigte Staaten) | 50,77 s | Melbourne 2007 |
| Europameister | Jewgeni Korotyschkin ( Russland)     | 51,89 s | Eindhoven 2008 |

## Vorlauf

### Vorlauf 1
| Platz | Name          | Nation   | Zeit    | Anmerkung |
| ----- | ------------- | -------- | ------- | --------- |
| 1     | Andrejs Dūda  | Lettland | 55,20 s |           |
| 2     | João Matias   | Angola   | 57,06 s |           |
| 3     | Marco Camargo | Ecuador  | 57,48 s |           |

### Vorlauf 2
| Platz | Name                   | Nation                  | Zeit    | Anmerkung |
| ----- | ---------------------- | ----------------------- | ------- | --------- |
| 1     | Shaune Fraser          | Cayman Islands          | 54,08 s |           |
| 2     | Daniel Bego            | Malaysia                | 54,38 s |           |
| 3     | Gordon Touw Ngie Tjouw | Suriname                | 54,54 s |           |
| 4     | Rustam Chudijew        | Kasachstan              | 54,62 s |           |
| 5     | Ahmed Salah Abdou      | Ägypten                 | 55,59 s |           |
| 5     | Bader al-Muhana        | Saudi-Arabien           | 55,59 s |           |
| 7     | Nedim Nišić            | Bosnien und Herzegowina | 57,16 s |           |

### Vorlauf 3
| Platz | Name                  | Nation    | Zeit    | Anmerkung |
| ----- | --------------------- | --------- | ------- | --------- |
| 1     | Rimvydas Šalčius      | Litauen   | 52,90 s | NR        |
| 2     | Alon Mandel           | Israel    | 52,99 s | NR        |
| 3     | Jeremy Knowles        | Bahamas   | 53,72 s | NR        |
| 4     | Ádám Madarassy        | Ungarn    | 53,93 s |           |
| 5     | Hjörtur Már Reynisson | Island    | 54,17 s |           |
| 6     | Camilo Becerra        | Kolumbien | 54,27 s |           |
| 7     | Onur Uras             | Türkei    | 54,79 s |           |
| 8     | Georgi Palasow        | Bulgarien | 55,25 s |           |

### Vorlauf 4
| Platz | Name             | Nation       | Zeit    | Anmerkung |
| ----- | ---------------- | ------------ | ------- | --------- |
| 1     | Jakob Andkjær    | Dänemark     | 52,24 s |           |
| 2     | Sotirios Pastras | Griechenland | 52,41 s | NR        |
| 3     | Ioan Gherghel    | Rumänien     | 52,50 s | NR        |
| 4     | Michal Rubáček   | Tschechien   | 53,53 s | NR        |
| 5     | Juan Veloz       | Mexiko       | 53,58 s |           |
| 6     | Ryan Gambin      | Malta        | 53,70 s |           |
| 7     | Ankur Poseria    | Indien       | 54,74 s |           |
| 8     | Mattia Nalesso   | Italien      | DNS     |           |

### Vorlauf 5
| Platz | Name                 | Nation      | Zeit    | Anmerkung |
| ----- | -------------------- | ----------- | ------- | --------- |
| 1     | Lyndon Ferns         | Südafrika   | 52,04 s |           |
| 2     | Mario Todorović      | Kroatien    | 52,26 s | NR        |
| 3     | Simão Morgado        | Portugal    | 52,80 s | NR        |
| 4     | François Heersbrandt | Belgien     | 53,33 s |           |
| 5     | Douglas Lennox-Silva | Puerto Rico | 53,34 s | NR        |
| 6     | Adam Sioui           | Kanada      | 53,38 s |           |
| 7     | Ivan Lenđer          | Serbien     | 53,41 s |           |
| 8     | Jauhen Lasuka        | Belarus     | 53,54 s |           |

### Vorlauf 6
| Platz | Name            | Nation         | Zeit    | Anmerkung |
| ----- | --------------- | -------------- | ------- | --------- |
| 1     | Serhij Breus    | Ukraine        | 51,82 s |           |
| 2     | Shi Feng        | China          | 51,87 s |           |
| 3     | Lars Frölander  | Schweden       | 52,15 s |           |
| 4     | Michael Rock    | Großbritannien | 52,48 s |           |
| 5     | Todd Cooper     | Großbritannien | 52,52 s |           |
| 6     | Moss Burmester  | Neuseeland     | 52,67 s |           |
| 7     | Octavio Alesi   | Venezuela      | 53,58 s |           |
| 8     | Alexei Puninski | Kroatien       | 53,65 s |           |

### Vorlauf 7
| Platz | Name               | Nation          | Zeit    | Anmerkung |
| ----- | ------------------ | --------------- | ------- | --------- |
| 1     | Jason Dunford      | Kenia           | 51,14 s | OR, AF    |
| 2     | Andrew Lauterstein | Australien      | 51,37 s | OC        |
| 3     | Takurō Fujii       | Japan           | 51,50 s | AS        |
| 4     | Frédérick Bousquet | Frankreich      | 51,83 s |           |
| 5     | Ryan Pini          | Papua-Neuguinea | 52,00 s | NR        |
| 6     | Nikolai Skworzow   | Russland        | 52,26 s |           |
| 7     | Joe Bartoch        | Kanada          | 52,90 s |           |
| 8     | Thomas Rupprath    | Deutschland     | 53,56 s |           |

### Vorlauf 8
| Platz | Name                 | Nation             | Zeit    | Anmerkung |
| ----- | -------------------- | ------------------ | ------- | --------- |
| 1     | Albert Subirats      | Venezuela          | 51,71 s | NR        |
| 2     | Corney Swanepoel     | Neuseeland         | 51,78 s | NR        |
| 3     | Ian Crocker          | Vereinigte Staaten | 51,95 s |           |
| 4     | Adam Pine            | Australien         | 52,07 s |           |
| 5     | Gabriel Mangabeira   | Brasilien          | 52,28 s |           |
| 6     | Jewgeni Korotyschkin | Russland           | 52,30 s |           |
| 7     | Rafael Muñoz Pérez   | Spanien            | 52,53 s |           |
| 8     | Christophe Lebon     | Frankreich         | 52,56 s |           |

### Vorlauf 9
| Platz | Name             | Nation             | Zeit    | Anmerkung |
| ----- | ---------------- | ------------------ | ------- | --------- |
| 1     | Milorad Čavić    | Serbien            | 50,76 s | OR, ER    |
| 2     | Michael Phelps   | Vereinigte Staaten | 50,87 s |           |
| 3     | Andrij Serdinow  | Ukraine            | 51,10 s | NR        |
| 4     | Peter Mankoč     | Slowenien          | 51,24 s | NR        |
| 5     | Kaio de Almeida  | Brasilien          | 52,05 s |           |
| 6     | Robin van Aggele | Niederlande        | 52,26 s |           |
| 7     | Masayuki Kishida | Japan              | 52,45 s |           |
| 8     | Benjamin Starke  | Deutschland        | 53,50 s |           |

## Halbfinale

### Lauf 1
| Platz | Name               | Nation             | Zeit    | Anmerkung |
| ----- | ------------------ | ------------------ | ------- | --------- |
| 1     | Michael Phelps     | Vereinigte Staaten | 50,97 s |           |
| 2     | Andrew Lauterstein | Australien         | 51,27 s | OC        |
| 3     | Jason Dunford      | Kenia              | 51,33 s |           |
| 4     | Ryan Pini          | Papua-Neuguinea    | 51,62 s | NR        |
| 5     | Shi Feng           | China              | 51,68 s | NR        |
| 6     | Albert Subirats    | Venezuela          | 51,82 s |           |
| 7     | Serhij Breus       | Ukraine            | 52,05 s |           |
| 8     | Kaio de Almeida    | Brasilien          | 52,32 s |           |

### Lauf 2
| Platz | Name               | Nation             | Zeit    | Anmerkung |
| ----- | ------------------ | ------------------ | ------- | --------- |
| 1     | Milorad Čavić      | Serbien            | 50,92 s |           |
| 2     | Ian Crocker        | Vereinigte Staaten | 51,27 s |           |
| 3     | Andrij Serdinow    | Ukraine            | 51,41 s |           |
| 4     | Takurō Fujii       | Japan              | 51,59 s |           |
| 5     | Peter Mankoč       | Slowenien          | 51,80 s |           |
| 6     | Corney Swanepoel   | Neuseeland         | 52,01 s |           |
| 7     | Lyndon Ferns       | Südafrika          | 52,18 s |           |
| 8     | Frédérick Bousquet | Frankreich         | 52,94 s |           |

## Finale
| Platz | Name               | Nation             | Zeit    | Anmerkung |
| ----- | ------------------ | ------------------ | ------- | --------- |
| 1     | Michael Phelps     | Vereinigte Staaten | 50,58 s | OR        |
| 2     | Milorad Čavić      | Serbien            | 50,59 s | ER        |
| 3     | Andrew Lauterstein | Australien         | 51,12 s | OC        |
| 4     | Ian Crocker        | Vereinigte Staaten | 51,13 s |           |
| 5     | Jason Dunford      | Kenia              | 51,47 s |           |
| 6     | Takurō Fujii       | Japan              | 51,50 s | AS        |
| 7     | Andrij Serdinow    | Ukraine            | 51,59 s |           |
| 8     | Ryan Pini          | Papua-Neuguinea    | 51,86 s |           |